# Nicolaevca, Fălești
Nicolaevca (sau Nicolăeni) este un sat situat în vestul Republicii Moldova, în raionul Fălești. Aparține administrativ de comuna Scumpia. Satul este amplasata la o distanță de 6 km până de stația de calea ferată din Scumpia; 8 km până la Fălești, centrul raional, și 100 km - Chișinău, capitala țării.

## Nume
Fiind înființat în perioada când împăratul Imperiului Rus era Nicolae al II-lea, localitatea a fost denumită Nicolaevca, în cinstea țarului.

## Istoric
Satul a fost întemeiat în 1900 – 1903 în valea unui pârâu, între satele Scumpia și Măgureanca. Oamenii care au întemeiat localitatea proveneau din județul Hotin, mulți erau ucraineni. Pe cursul pârâului o fost ridicat un baraj care formează un lac artificial. În 1922, prin reforma agrară au fost împroprietăriți 57 de țărani, însumând 313 ha. În 1923, au fost înregistrați 257 de locuitori, inclusiv, 130 de bărbați și 127 de femei. În 1924 a fost aprobată noua Legea de unificare administrativă a României prin care satul Nicolăeni este inclus în comuna Scumpia, plasa Fălești, județul Bălți.
În perioada interbelică funcționa cooperativa agricolă „Codreanul Tigheciului”. În sat era staroste, iar primarul se află în satul Scumpia. Conform anuarului din 1928 activau doi fierari: Cuzimir și Gorodețchi. La recensământul din 1930 s-au înscris 285 de locuitori, dintre care 2 români, 1 rus, 256 ucraineni, 25 polonezi și 1 armean. După limba maternă, numărul vorbitorilor de limbă română era de 2 persoane, rusă - 2 persoane, ucraineană - 259 persoane și poloneză - 22 persoane.
În 1941 populația constituia 312 de persoane și în sat existau 63 clădiri. În cel de-al Doilea Război Mondial și-au pierdut viața 7 bărbați, locuitori ai satului. 
La 1 iulie 1965 în componența localității este inclus satul Măgureanca.
În 1949 ocupanții sovieticii au deportat 2 persoane în regiunea Kurgan, Ivan și Anastasia Șmorciun, reabilitați în 1991.
În perioada sovietică terenurile agricole erau prelucrate de brigada colhoznică denumită „50 ani ai Octombrie„. În sfera socială 
au funcționat un club cultural, bibliotecă, centru de moașe și felceri, grădiniță, magazin. În 1989 existau 71 de locuitori, inclusiv 6 români și 65 ucraineni.

## Administrație
Structura etnică a populației, 2004
     Români (moldoveni) (56,52%)
     Ucraineni (40,58%)
     Alte etnii (2,9%)
Localitatea este administrată de primarul și consiliului comunei Scumpia.

## Populație
La recensământul populației din 2004, în satul Nicolaevca au fost înregistrate 69 de persoane, respectiv 29 de bărbați și 40 de femei. În structura etnică a populației predomină românii - 39 persoane, urmați de ucraineni - 28 persoane și câte un găgăuz și polonez.

## Lectură suplimentă
- Donos А. Făurari ai frumosului. Chișinău, 1975, pag. 5, 6, 7.
- Niță, Teodor. „Nicolaevca”. Localitățile Republicii Moldova. Vol. 9, N-O. Chișinău: Draghiștea (Tipogr. „Bons Offices”), p. 163-164. ISBN 978-9975-9700-3-7
- Nicu, Vladimir. Localitățile Moldovei în documente și cărți vechi. Vol. 2: M-Z. Chișinău: Universitas, 1991. 434 p. ISBN 5-362-00842-0.